# Baccarat (cristallerie)
Pour les articles homonymes, voir Baccarat (homonymie).
La cristallerie Baccarat est une entreprise verrière et manufacture de cristal de renommée mondiale, située dans la commune de Baccarat, à la limite orientale du département de Meurthe-et-Moselle, en Lorraine. Elle possède, à proximité de ses ateliers, un musée de la cristallerie très fréquenté en saison estivale.

## Préambule: histoire du site de 1764 à 1814
Après la fermeture des salines de Rozières en 1760, due à la baisse de salinité des eaux, une grande quantité de bois jusqu'alors apporté par flottage à Baccarat devenait disponible. Un des principaux propriétaires de la forêt vosgienne d'où venait ce bois flotté, à savoir monseigneur de Montmorency-Laval, évêque de Metz, désirait leur trouver un autre usage et cherchait à faire créer à Baccarat une bouche à feux lucrative. Cela aurait pu être une forge s'il y avait eu du minerai de fer accessible sur place, ou une faïencerie, mais on lui préféra néanmoins une verrerie. La justification donnée à la création de cette entreprise dans une requête faite au roi en 1764 par le propriétaire du site, monseigneur de Montmorency-Laval est « Sire, la France manque de verrerie d'art, et c'est pour cela que les produits de Bohême y entrent en si grande quantité : d'où il suit une exportation étonnante de deniers, au moment où le royaume en aurait si grand besoin pour se relever de la funeste guerre de Sept Ans, et alors que depuis 1760, nos bûcherons sont sans travail ».
En 1764, le roi Louis XV donna la permission de fonder une verrerie de verre plat et de verre d'art : les Verreries de Sainte-Anne étaient nées dans la ville de Baccarat, dans la Lorraine à l'évêque de Metz Louis-Joseph de Montmorency-Laval (1761-1802) qui créa cette manufacture avec un maître verrier de Saint-Louis. La production devait consister en la fabrication de carreaux à vitre, mais aussi de miroirs (argenté au mercure) et de services de verres.
En 1773, l'évêque vend sa manufacture au marchand verrier Antoine Renault, qui la garda jusqu'à sa ruine pendant la Révolution. L'enceinte de la verrerie Sainte-Anne est à proximité de la modeste bourgade de Baccarat. Les quatre fours en pleine activité consomment 21 000 stères de bois. Il fabrique de la gobeleterie et du verre à vitre, ainsi que du verre de table de Bohême. La manufacture n'a ni le niveau artistique ni la technique de fabrication de cristal au plomb maîtrisée à Saint-Louis-lès-Bitche.
En 1785, en prenant en compte les volumes de bois, les verreries Sainte-Anne représentent la troisième plus grande verrerie d'Europe, dépassée par la cristallerie de Saint-Louis-lès-Bitche et la verrerie de Saint-Quirin.
Après la Révolution française, l'entreprise connaît des aléas économiques. Dès le Consulat, les propriétaires se succèdent, et l'entreprise périclite jusqu'à sa faillite en 1806, date à laquelle elle fut vendue aux enchères à un négociant de Verdun. Les activités de la verrerie Sainte-Anne continuèrent ensuite avec difficulté jusqu'en 1813. Les deux derniers fours ne fonctionnent plus à cette date.

## La grande cristallerie
En 1816, l'établissement en friche est racheté par le financier et industriel Aimé-Gabriel d'Artigues (1773-1848), déjà propriétaire de la Cristallerie de Vonêche dans les Pays-Bas du Sud, ce qui lui permet d'être autorisé à garder une clientèle française sans avoir à payer de taxes d'importation, exigible par la nouvelle barrière douanière. Vonêche, en aval de Givet, venait en effet de quitter le royaume de France pour le Royaume des Pays-Bas réunis. En échange de son investissement et installation en France, Gabriel d'Artigues obtient du roi de France le droit d'importer en France 10 000 quintaux de « cristaux bruts de Vonêche » à tailler et ciseler du 20 mars 1816 au 20 mars 1818, mais il doit en contrepartie en deux ans pour (re)lancer sur un lieu en France la production d'au moins 10 000 quintaux de cristaux de verre par an. L'ancienne Verrerie Saint-Anne devient ainsi une cristallerie sous le nom de « Établissements de Vonêche à Baccarat ». C'est le début de la prestigieuse ascension de la Compagnie des verreries et cristalleries de Baccarat.
Le premier four à cristal de Baccarat, conformément à l'engagement de l'industriel auprès des autorités, est activé le 15 novembre 1816. Le second opère le 1er décembre 1817, le troisième le 19 mars 1818, le quatrième en 1819. L'usine, modernisée avec une fabrique de minium, compte jusqu'à 300 personnes employées sur le site.
Dès le début, la qualité éclatante des cristaux est là. Mais l'installation sous contrainte étatique dans la première époque économique difficile de la Restauration est difficile et a vite représenté un coût faramineux : les comptes de l'usine de Vonêche connaissent un passage dans le rouge, l'investisseur, accablé d'endettement après 1820, est tout autant épuisé et malade. L'entreprise a trop vite embauché sous la contrainte des autorités et peine à rentabiliser sa production. Elle se trouve en difficulté financière.

### 1822-1870: le temps des Godard père et fils, des Toussaint et Michaut

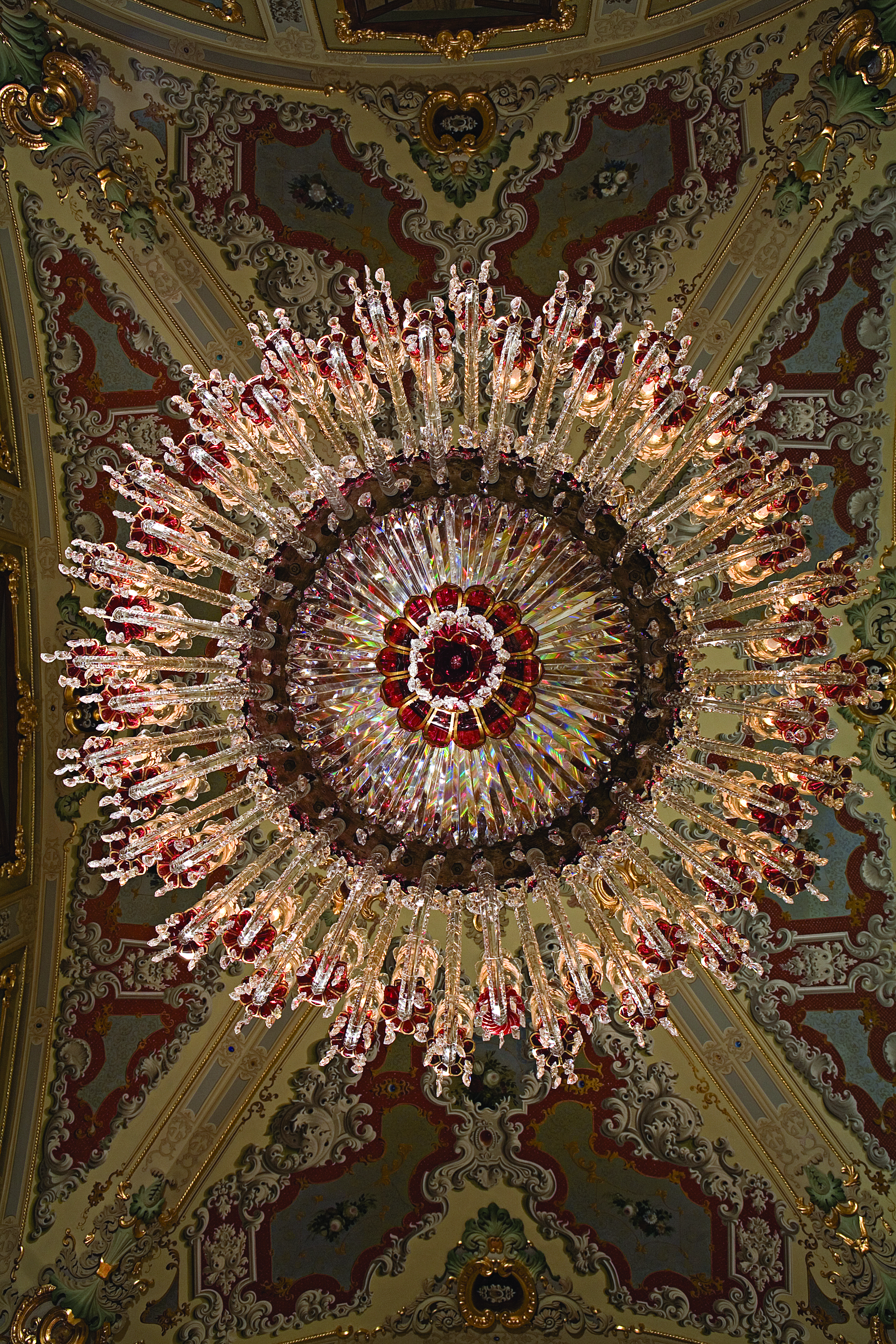
Lustre monumental, Escalier du calife, Palais de Dolmabahçe, Istanbul, vers 1870.

Bien que l'intitulé de la raison sociale de l'usine soit encore « Verrerie », elle est en fait déjà spécialisée dans le cristal. La technique n'est pas celle du Cristal de Bohême, très connue en Europe pour venir de la Bohême. C'est plutôt une singulière redécouverte de la technique anglaise, opérée de façon originale à la verrerie de Saint-Louis-lès-Bitche entre 1779 et 1781.
Pour perpétuer le démarrage autant satisfaisant par la qualité des produits que calamiteux par l'état des finances, Gabriel d'Artigues est forcé de livrer l'entreprise à trois associés plus fortunés : Pierre-Antoine Godard-Desmarest, ancien directeur des subsistances militaires sous l'Empire, François-Marie- Augustin Lescuyer-Vespin, propriétaire à Charleville, et Nicolas-Rémy Lolot, négociant à Charleville. Le rachat complet des parts s'effectue pour la somme de 396 000 Fr. Il est versé par les trois associés en 1822 et 1823. Le Parisien fortuné, Pierre-Antoine Godard-Desmarest achète aussi avant 1823 dans la Thiérache du nord de la France la verrerie de Trélon, petite usine proche de vastes forêts très productives en bois, et qui produisait jusqu'alors du verre à vitre (dans l'ombre de la première, elle produira du cristal de 1826 à 1874 pour le compte de Baccarat).
En 1824, la cristallerie obtient le statut légal de Société anonyme.
Godard-Desmarest père confie la direction de la société à un jeune ingénieur polytechnicien, Jean-Baptiste Toussaint. De cette décision date la naissance de deux dynasties familiales, l'une possédant le capital de la société, et l'autre dirigeant l'entreprise.
La Société au personnel franco-belge cultive l'excellence et poursuit sa croissance. Elle obtient sa première  médaille d'or à l'Exposition nationale des produits de l'industrie française à Paris en 1823 ; elle emploie alors 327 ouvriers. Elle récidive en 1827, en 1834 et en 1839. En 1841, le nombre d'emplois verriers s'élève à 900. Il y en aura 2 000 en 1869.
Baccarat reçoit sa première commande royale en 1823 du roi Louis XVIII. C'est le début d'une longue série de commandes pour les familles royales et chefs d'États de toute la planète. La manufacture bénéficie d'une outrageuse période d'embellie économique, liée à une forte croissance internationale du marché du luxe. Par ailleurs, le choix stratégique du lieu, opéré par A.G. d'Artigues, s'avère idéal : en effet, sur le piémont vosgien, d'Épinal à Blamont, en passant par Rambervillers, Lunéville et Moyen, une multitude de faïenceries, bien actives, rachète les moindres déchets de verre-cristal pour fabriquer leurs couvertes de faïences.
En 1841, l'arrivée d'un ingénieur de trente ans, François-Eugène de Fontenay, déjà expert de la manufacture de Plaine-de-Walsch, dont l'exploitation s'était étendue au Vallérysthal, colorise les productions verrières. Ce chercheur avait mené les études sur les verres de couleur. Promu sous-directeur, il met au point les premiers presse-papiers multicolores en verre à 33 % en plomb.
De 1846 à 1895, les diverses fabrications en verres filigranés, marquées « B », connaîtront un grand succès en France et à l'exportation.
En 1855, Baccarat participe à la première exposition universelle de Paris et reçoit la grande médaille d'honneur.

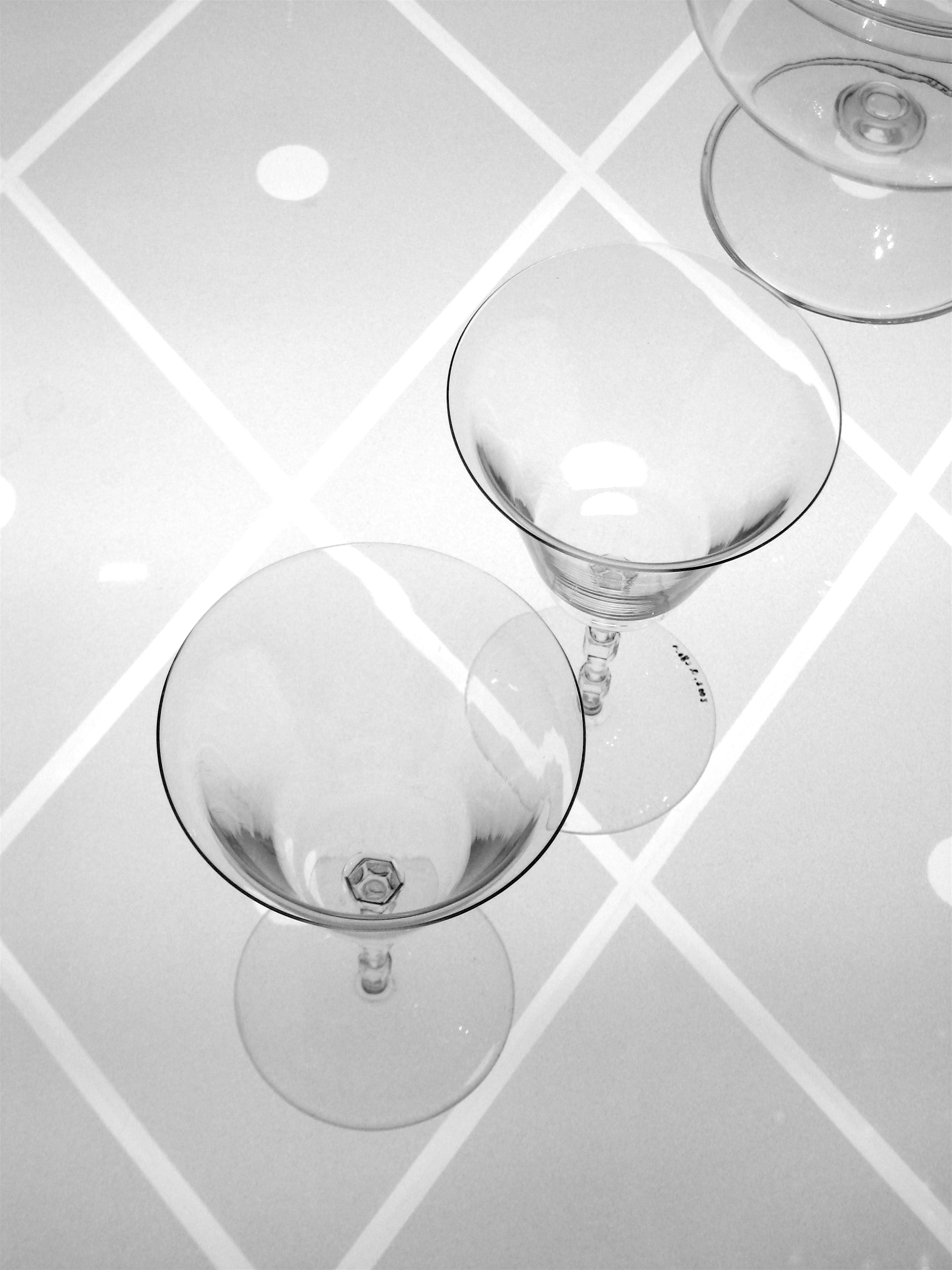
Verres de table en cristal.

Baccarat écrit à partir de 1860 sa marque déposée sur ses pièces (la marque était alors une simple étiquette collée sur les pièces). Cette estampille est encore déposée sur chaque article sortant de la Manufacture en 2019. Elle est complétée du logo Baccarat à partir de 1990. Cette estampille se compose d'un cercle, d'une carafe au milieu d'un verre à pied et d'un gobelet, entourée de l'inscription « Baccarat France ».
La production de cristal prit son ampleur durant cette période dans la cristallerie de luxe, où Baccarat s'est construit une réputation mondiale en fabriquant des verres au plomb de très grande qualité, des chandeliers, des vases et des flacons de parfum.

### 1870-1936
L'ère impériale s'achève en 1870 avec la défaite de Napoléon III. Les échanges extérieurs à la France commencent alors à avoir une plus grande influence sur le travail de Baccarat, particulièrement les importations du Japon. À partir de 1875, la cristallerie Baccarat signe ses pièces moulées avec une signature en bâton « Baccarat », encore visible sur les pièces des collections actuelles.
Une forte croissance continue pour Baccarat en Asie, la manufacture pouvant y répondre par la mécanisation de certaines étapes de la fabrication. En 1891, 4 189 des 5 723 habitants travaillent à la cristallerie ou vivent avec des employés de la cristallerie. Elle passe de 1 125 ouvriers en 1855 à 2 223 en 1900, ce qui faisait d'elle une des grandes usines françaises,.

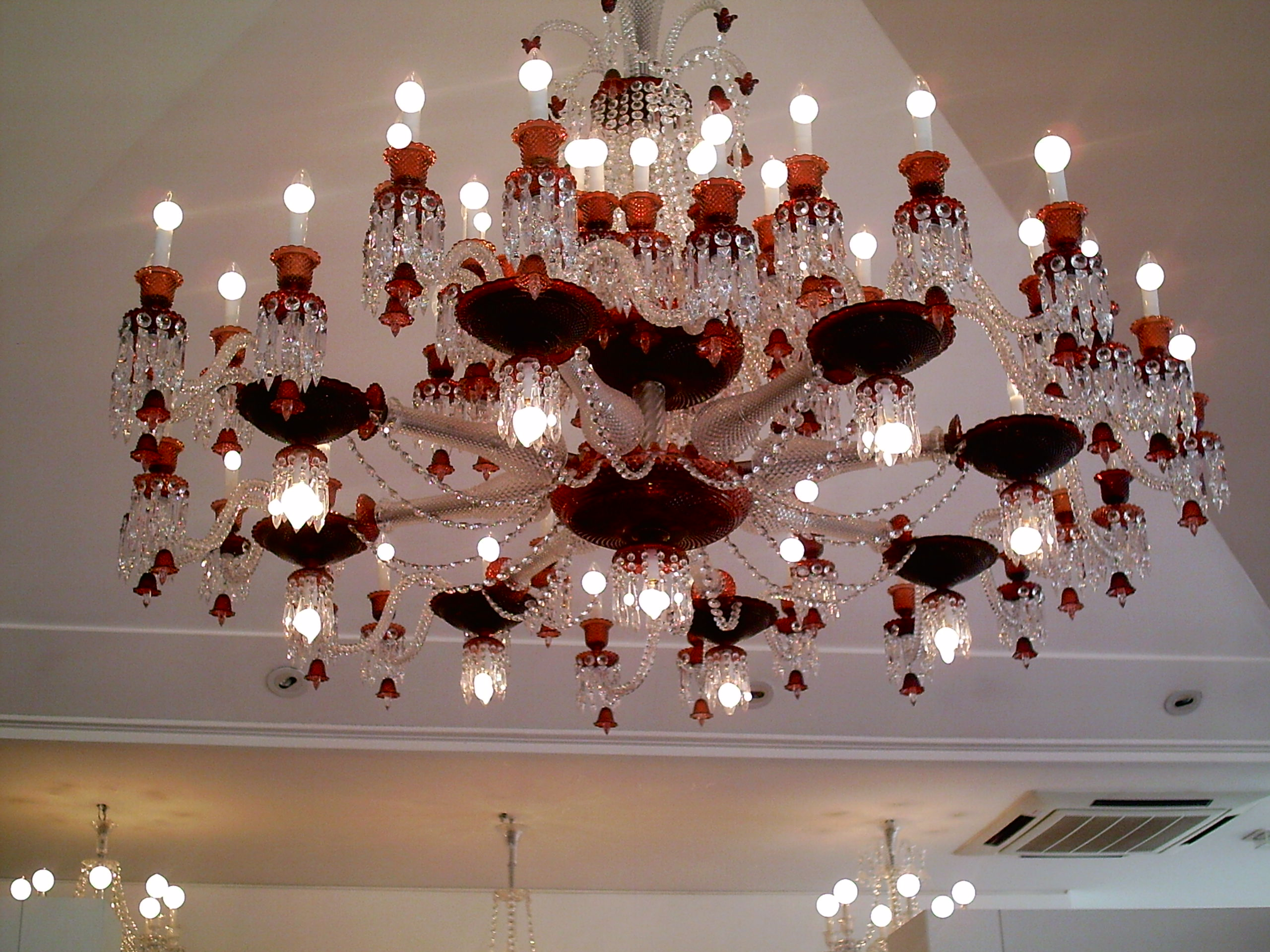
Lustre en cristal Baccarat.

Fin XIXe siècle la maison Baccarat fait construire un dépôt, magasin de vente et atelier de bronze au sud de l'enclos Saint-Lazare, rue de Paradis-Poissonnière, actuelle rue de Paradis à Paris, aux nos 30 et 30 bis. Ce dépôt comptait 246 employés en 1899. Ce bâtiment deviendra par la suite musée Baccarat jusqu'en 2003 et hébergera un temps la Pinacothèque de Paris à partir de 2003.
Un des marchés les plus forts pour Baccarat était les flacons de parfums, en 1907 la production est de plus de 4 000 flacons par jour.
En 1936 Baccarat signe toutes ses pièces à l'acide ou au sablage.
Les cristalleries sont dirigées depuis 1868 par Paul Michaut, qui a été sous-directeur, administrateur-adjoint, puis administrateur-directeur, à la suite de son mariage avec la fille de Jean-Baptiste Toussaint. Lui a succédé en 1883 son fils Adrien Michaut, qui a dirigé la compagnie jusqu'à son décès en 1936. Un autre de ses fils, Henri Michaut, a été administrateur et sénateur.
Paul Michaut a imprimé de sa forte personnalité les destinées de la compagnie, surtout à partir des années 1870, en ce qui concerne les transformations industrielles et les règles sociales, fondées sur un « ordre social » paternaliste et catholique, méfiant à l'égard des initiatives sociales antérieures. Son fils est à l'origine de la fondation d'une crèche (1895), d'un système de protection sociale combinant prévoyance et épargne, d'un fonds de chômage. La compagnie a d'ailleurs reçu un prix en 1889 lors de l'exposition sociale de 1889.

### Depuis 1936
Gilbert de La Poix de Fréminville (1886-1941) fils de Charles de la Poix de Fréminville fut directeur des Cristalleries au début de la Deuxième Guerre mondiale avec son futur gendre André Danzin. Gilbert de Fréminville fit travailler dans ses ateliers des Français, échappant ainsi au STO en Allemagne. Malheureusement il meurt subitement en 1941 à Rennes laissant une épouse et huit filles orphelines    
L'entreprise s'est distinguée par sa collaboration avec l'occupant nazi. L'artiste verrier Aristide Colotte a par exemple réalisé en 1943 l'épée de cristal du maréchal Pétain, une pièce de plus de 400 kilos. L'entreprise a également produit, la même année, une grande carafe en cristal pour le 50e anniversaire d'Hermann Göring. Après la Seconde Guerre mondiale, le service entier en Baccarat destiné à Göring sera offert au Maréchal Leclerc pour avoir libéré avec ses hommes, la ville de Baccarat.

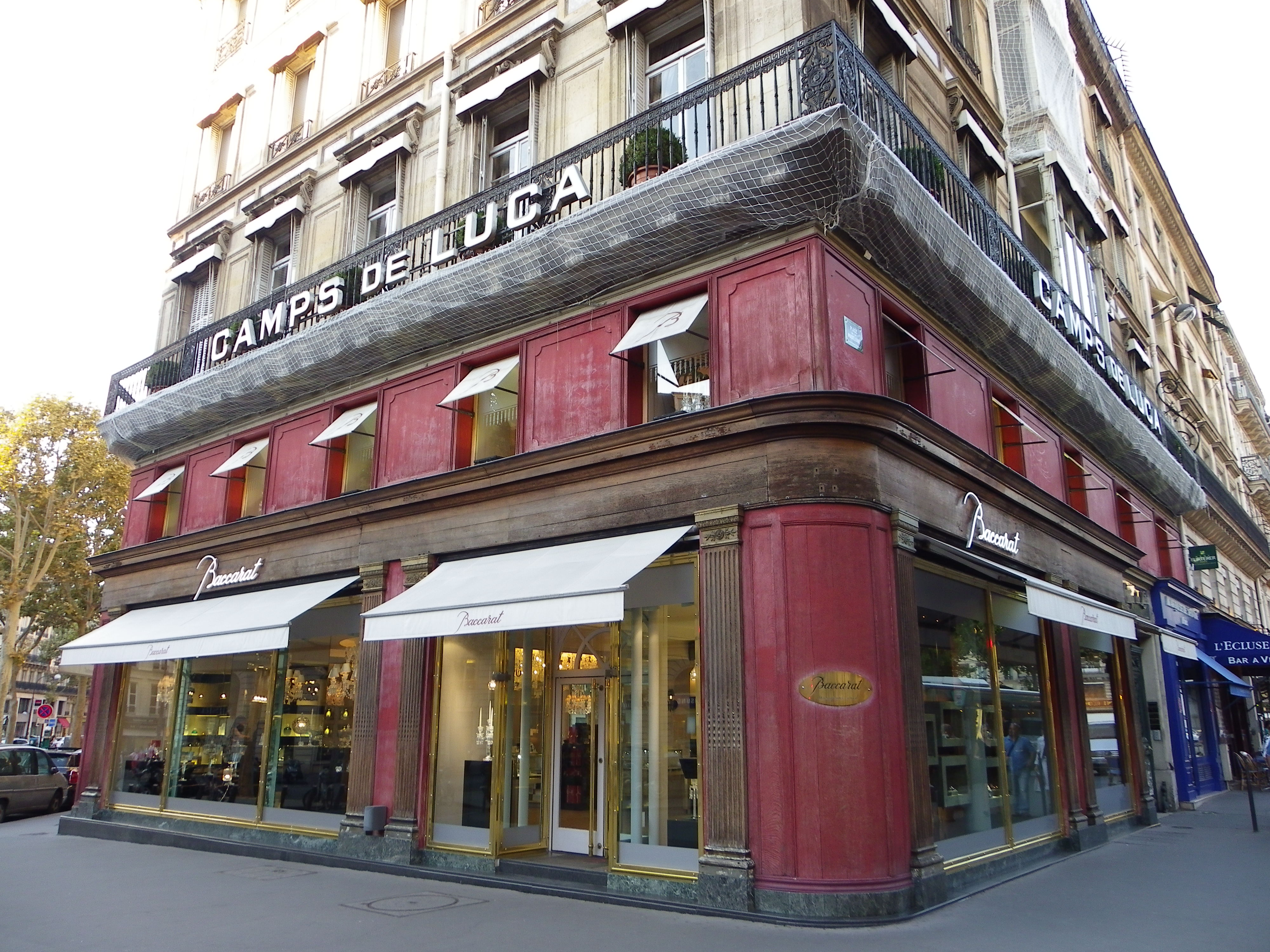
Boutique Baccarat au 11 place de la Madeleine, à Paris.

Baccarat crée une filiale américaine en 1948 à New York. En 2005, il existait treize magasins aux États-Unis.
En 1960, René de Chambrun succède à son père comme président de la cristallerie. Une rétrospective sera tenue en 1964 au musée du Louvre pour célébrer le 200e anniversaire des réalisations en cristal.
En 1994, Baccarat réalise un gigantesque lustre en cristal de 230 lumières pour son 230e anniversaire. Le chiffre d'affaires de la société s'élève alors à 472,5 millions de francs.
En 1993, en pleine crise du marché du luxe, Baccarat s'était mise à la bijouterie. En 1997, elle étend son activité dans la parfumerie. C'est à cette même date qu'une pampille rouge gravée du « B » de Baccarat signe les lustres sortant de la manufacture.
En 2005, le styliste Philippe Starck dessine une collection spéciale noire, Darkside, dont le lustre Zenith.
En septembre 2020, la cristallerie Baccarat est placée sous administration provisoire. Confrontée à un conflit entre la direction et les créanciers, Baccarat est donc mise sous la tutelle provisoire judiciaire de deux administrateurs nommés par le tribunal de commerce de Nancy,.

## Verres de la collection Harcourt et autres
Harcourt dessine une collection de verres de table en cristal de la maison Baccarat. Créée en 1841, elle se distingue par une ligne simple et la mise en valeur de la forme et porte le nom de « forme gondole à triple bouton ». C'est à l'occasion de l'Exposition internationale de 1925 que la collection change, comme beaucoup d'autres chez Baccarat, de nom, celui d'Harcourt, faisant référence à l'une des plus vieilles familles nobles françaises. Ces verres sont présents sur la table de Napoléon III puis des dîners présidentiels, d'ambassades et même du pape.
Au début des années 1990, la société fabrique plus de 800 000 verres, toutes collections et commandes confondues.
À partir de 2002, des créateurs réinterprètent les verres Harcourt, comme Philippe Starck qui les noircit. Pour les 170 ans de la ligne, Baccarat les décline avec des médaillons représentant Louis XV et son épouse Marie Leszczynska (le roi ayant autorisé la création de la manufacture Baccarat).

## Actionnariat
En 1853, mademoiselle Godard-Desmarest, la riche héritière des cristalleries, épouse Joseph, Dominique, Aldebert de Chambrun, philanthrope inspiré par les idées de Frédéric Le Play, qui n'a pas réussi à convaincre la direction de la société de suivre ses recommandations, jugées trop hardies, mais finança l'agrandissement de l'hôpital de Baccarat qui recueillit ses ouvriers les plus atteints (tuberculose, saturnisme des minionneurs, graves accidents du travail). La société restera dans la famille de Chambrun jusqu’en 1989, lorsque la Fondation Josée-et-René-de-Chambrun, à laquelle René de Chambrun avait apporté ses actions, cède au groupe Taittinger une part majoritaire du capital. Elle est ensuite présidée par Anne-Claire Taittinger, jusqu'en 2005.

### 2005
Le groupe Taittinger revend ses parts en juillet 2005 au fonds d'investissement américain Starwood Capital Group des frères Barry et Russell Sternlicht.

### 2007
En juin 2007, la Fondation de Chambrun et la Fondation Cognacq-Jay cèdent respectivement 33 % et 1 % du capital de la société à Starwood Capital Group.

### 2011
À septembre 2011, le capital est réparti de la manière suivante :
- 85,37 % Société du Louvre (filiale du Groupe du Louvre (Starwood Capital Group))
- 4,93 % Contrarian European Fund L.P

### 2012
Une augmentation de capital, avec l'arrivée du groupe Catterton Partners fait évoluer la répartition en 2012 à
- 66,5 % Groupe du Louvre (Starwood Capital Group)
- 22 % Catterton Partners

### 2017-2020
Le 2 juin 2017, le fonds chinois Fortune Fountain Capital (FFC) de la femme d'affaires Jiaru Chu (dite « Coco Chu ») signe une « promesse irrévocable d'achat » avec les fonds américains Starwood Capital Group et L Catterton pour acquérir leur participation d'environ 88,8 % dans Baccarat à un prix de 222,70 euros par action.
En juin 2018, l'État chinois valide cette opération, qui doit rendre le fonds FFC majoritaire à hauteur de 88,8 %,. FFC se serait engagé à « à investir de manière significative dans le cœur de métier de Baccarat et à soutenir la société dans sa prochaine phase de croissance et de création de valeur à travers une expansion sur les marchés voisins du luxe ». La directrice générale de Baccarat, Daniela Riccardi, continue de diriger la société.
|                               | Actions | Part   |
| ----------------------------- | ------- | ------ |
| Fortune Fountain Capital Ltd. | 737 546 | 88,8 % |
| Allan B. Green                | 53 555  | 6,45 % |

Par la suite, il apparait que les investissements promis ne sont pas réalisés et selon le magazine Challenges, « les créanciers les soupçonnent de vouloir siphonner la trésorerie. Entre 2018 et 2019, leur holding de contrôle, Fortune Legend Limited, a ponctionné 10,1 millions d'euros dans les comptes de Baccarat ». Depuis janvier 2020, Coco Chu et ses associés ne rembourseraient plus l’emprunt contracté pour l’achat auprès de deux fonds de Hongkong, Tor Investment Management et Sammasan Capital, et en mars 2020, Zhen Sun, dit « Jack » Sun, le compagnon, remplace la directrice générale, Daniela Riccardi.
Le 24 juin 2020, les deux fonds prêteurs débarquent Zhen Sun de la présidence du fonds luxembourgeois qui contrôle Baccarat. Ils prévoyaient de reprendre en main la gouvernance lors de l'assemblée générale du 24 juillet, mais Zhen Sun l'a fait reporter au 17 septembre. Finalement, fin décembre 2020, c'est Tor Investment Management, le principal créancier du rachat par Coco Chu, qui, au sein d'un consortium composé de trois fonds d'investissement supplémentaires, acquiert la holding Fortune Legend Limited, détenteur de 88,8 % du capital de Baccarat, et possède ainsi 97,1 % des actions de la cristallerie.

#### Catalogues d'exposition
- Transparences , Histoire du verre et du cristal en Lorraine, catalogue d'exposition du musée lorrain à Nancy du 6 octobre 2007 au 7 janvier 2008, Serge Domini éditeur, octobre 2007, 200 pages,  (ISBN 978-2-912645-96-8).
- Catalogue de l’exposition « Baccarat, la légende du cristal », éditions Paris Musées, 2014, 128 pages, 250 illustrations.

### Exposition
- Baccarat, la Légende du cristal, au Petit Palais, Musée des beaux-arts, Paris, du mercredi 15 octobre 2014 au dimanche 04 janvier 2015